# Cristo benedicente (Piazza)
Il Cristo benedicente è un dipinto a olio su tavola (52x46 cm) attribuito a un esponente dei Piazza, databile alla prima metà del XVI secolo e conservato nel Duomo nuovo di Brescia, nei locali attigui.

## Storia
Non sono noti documenti in grado di attestare le origini del dipinto, né come esso faccia parte del patrimonio pittorico del Duomo di Brescia. Resta pertanto ignota la sua provenienza.

## Descrizione
Il dipinto raffigura Gesù nell'atto di benedire con la mano destra, colto da un punto di vista marcatamente frontale. La luce che illumina il soggetto è limitata ma intensa e non comprende lo sfondo, che rimane completamente al buio.
Lo stato di conservazione non è ottimo, in quanto la tavola è rovinata in più punti.

## Stile
Il dipinto è pubblicato per la prima volta da Giovanni Vezzoli nel 1980, il quale ne rileva l'altissima qualità esecutiva ed espressiva e lo giudica opera di un artista veneziano del primo Cinquecento, influenzato dalla cultura nordica. Fiorella Frisoni, però, nel 1997 sottolinea che, se da una parte l'osservazione del Vezzoli "è senz'altro da condividere per i tratti taglienti del volto severo che emerge dal fondo bruno", dall'altra la tavola è forse "da collocare in ambito cremonese o lodigiano, zone dove la conoscenza della cultura d'oltralpe era ben radicata, non meno che a Venezia".
Valerio Guazzoni, nel 1989, attribuisce l'esecuzione dell'opera alla mano di Francesco Prata da Caravaggio, ipotesi che la Frisoni non condivide, rimandando ai frequenti esempi di Cristo benedicente presenti in area veneta di produzione o derivazione belliniana, tra i quali uno in particolare, oggi alla National Gallery of Canada di Ottawa, si avvicina molto al dipinto in questione, pur trattandosi forse di una copia, giù influenzata dal Giorgione, di un originale perduto.
Colpisce, in particolare, il rigore quasi neobizantino dell'immagine di Cristo, dal singolare taglio a mandorla degli occhi, immagine che sembra ammorbidirsi nello scorcio della mano in atto benedicente, "sensibile e quasi femminea, sulla quale la luce, invece di scolpire i piani a fini prospettici, scorre con sottilissimi passaggi, lasciando nell'incavo un bozzolo d'ombra".
Il dipinto è attribuibile all'ambito dei Piazza, vera dinastia di pittori del Cinquecento, dei quali Callisto Piazza fu l'esponente più illustre. Risulta difficile, però, circoscriverlo a un preciso nome, soprattutto a causa dei pochi e limitati studi che sono stati compiuti al riguardo.